# Maarten Schakel jr.
Maarten Anrie Arnoldus Schakel jr. (Noordeloos, 5 januari 1947) is een Nederlandse politicus van het CDA.
Hij was ambtenaar bij de gemeentesecretarie van Amersfoort voor hij op 1 mei 1982 burgemeester van Lopik werd. Vanwege zijn gezondheidstoestand is hij per 1 juni 2008 met vervroegd pensioen gegaan.
Hij is de zoon van de bekende ARP-CDA-politicus Maarten Schakel sr. Deze was onder andere ook burgemeester.